# Publius Tarrutienus Paternus
Publius Tarrutienus Paternus (parfois orthographié "Tarrutenus") est un homme d'Etat et haut fonctionnaire romain du Haut Empire. Membre de l'ordre équestre, il a été notamment préfet du prétoire de Marc-Aurèle puis de Commode, couronnement d'une carrière de chevalier, classique mais brillante. Il meurt en 182 ap. J.-C., victime du contexte troublé de la cour impériale au début du règne de Commode.

## Sources
Moins que sa vie, c'est surtout la carrière de Paternus que les sources permettent d'appréhender. Paternus est essentiellement connu par les sources littéraires. La plus complète est l'ouvrage du sénateur et historien de langue grecque Cassius Dion (ou Dion Cassius). Contemporain des faits, généralement bien informé, Cassius Dion tient Paternus en haute estime du fait de sa carrière et de la confiance que lui accordait Marc Aurèle, lui-même admiré par l'historien. Il est également évoqué chez Hérodien, un autre contemporain de langue grecque, mais de manière bien plus allusive. Il est par ailleurs évoqué par des sources plus tardives, comme l'écrivain militaire Végèce, mais surtout, la Vita Commodi, appartenant à la somme de L'Histoire Auguste, composées au IVe siècle de notre ère, par des auteurs mal connus, dont les récits sont parfois assez fantaisistes. Sa carrière est également renseignée par plusieurs inscriptions grecques et latines, notamment la tabula banasitana.

## Une brillante carrière
Probablement originaire de Rome, membre de l'ordre équestre, juriste de formation (ses travaux sont cités dans le Digeste, un recueil de citations de jurisconsultes romain rassemblées sous Justinien au VIe siècle de notre ère), auteur d'un ouvrage intitulé De Re Militari sur le droit et la tactique militaire, il devient secrétaire ab epistulis latinis (c'est-à-dire chargé de la correspondance en latin) sous l'empereur Marc-Aurèle atour de 171. On peut raisonnablement supposer qu'il a suivi avant cette nomination une carrière équestre classique.
Il accompagne le quartier général de l'empereur au cours de sa première campagne contre les Germains sur le Danube (169-175). Au cours de celle-ci, il est chargé d'une mission diplomatique auprès de la tribu des Cotini afin d'obtenir leur alliance contre leurs voisins Marcomans. L'échec de cette opération n'empêcha pas Marc Aurèle de lui conserver sa confiance.

## Préfecture du prétoire
Il devient en effet l'un de ses préfets du prétoire, à une date discutée (au plus tôt en juillet 177), mais certainement avant 179. On le retrouve aux côtés de l'empereur au cours de la deuxième guerre germanique (178-180) au cours de laquelle il s'illustre en remportant une victoire importante contre les Marcomans en 179, à l'issue de laquelle Marc-Aurèle obtint sa dixième salutation impériale. Une inscription de Rome, très lacunaire, laisse entendre qu'il aurait pu recevoir à cette occasion les ornements consulaires.
A la mort de Marc-Aurèle (180), son fils et successeur Commode le maintient en fonction, avec un nouveau collègue, Tigidius Perennis. Paternus constituait en effet un élément de continuité avec le règne de Marc Aurèle, et bénéficiait en outre de soutiens au Sénat, ce qui dans ce contexte de succession impériale pouvait être un atout pour le prince. Il dut assister ce dernier au cours des négociations qu'il mena avec les Germains sur le Danube avant son retour à Rome le 22 octobre 180.
Sa carrière illustre l'évolution de la préfecture du prétoire à la fin du IIe siècle av. J.-C. : face à la multiplication des missions (qui ne se limitent plus au commandement de la seule garde prétorienne), les empereurs recrutent des profils aux compétences diversifiées, à la fois militaires et juridiques.

## Chute
Le retour à Rome de Commode et de sa cour est marquée par une certaine instabilité. L'empereur doit ainsi déjouer et réprimer des conjurations dont certaines se nouent au sein même de la famille impériale. L’Histoire Auguste, source tardive, suggère que Paternus aurait participé à la conjuration de Lucilla (sœur de l'empereur) ce que des sources considérées comme plus fiables (comme Cassius Dion contemporain généralement bien informé) réfutent. Que ce soit ou non avéré, il est clair que son éviction et sa mort peuvent être considérées comme une suite de cette affaire. En tant que préfet du prétoire, il mena les enquêtes et les procédures réprimant les responsables du complot et leurs complices avec Perennis. Selon plusieurs historiens, Paternus et Perennis en auraient profité pour éliminer l'influent a cubicularius (chambellan) de Commode, Saoterus,. Il est finalement écarté à l’instigation de son collègue Perennis. Soupçonné de comploter avec Salvius Julianus (auquel sa fille était promise). Il est d’abord nommé sénateur (par la procédure de l'adlectio inter consulares). Cette procédure en apparence étonnante pour un personnage que l'empereur souhaitait écarter du pouvoir permettait en fait, en intégrant Paternus à l'ordre sénatorial, de lui retirer la préfecture du prétoire (charge réservée à l'ordre équestre), donc de l'éloigner de ses Prétoriens qui aurait pu vouloir le protéger. Après quoi, il fut éliminé en 182 ap. J.-C.

## Postérité potentielle
Certains ont vu dans le personnage de Maximus principal protagoniste Gladiator de Ridley Scott un condensé mythifié de plusieurs personnages contemporains des faits  évoqués dans le film (eux aussi largement romancés). Parmi ces personnages figurerait Paternus, homme de confiance de Marc Aurèle et vainqueur des Marcomans pour son compte en 179.